# کامپلو سول کلیتونو
کامپلو سول کلیتونو (به ایتالیایی: Campello sul Clitunno) یک کومونه در ایتالیا است که در استان پروجا واقع شده‌است.

## خصوصیات
کامپلو سول کلیتونو ۴۹٫۸ کیلومترمربع مساحت و ۲٬۴۷۹ نفر جمعیت دارد و ۲۹۰ متر بالاتر از سطح دریا واقع شده‌است.